# Terschelling
Terschelling (frisó Skylge) és una illa frisona pertanyent a la província de Frísia, situada entre Vlieland (a l'oest) i Ameland (a l'est). Té una superfície de 674,0 km², dels quals només 88,10 km² corresponen a terra i els darrers 585,90 km² a aigua; amb una població que l'1 de gener del 2004 era de 4.725 habitants.

## Idioma
A Terschelling s'hi parlen tres varietats lingüístiques: a l'oest s'hi parla el dialecte frisó "Westers" i a l'est l'"Aasters", mentre que entremig hom hi parla un dialecte de l'holandès anomenat "Midslands" o "Meslanzers".

## Economia
Com la majoria de les altres illes frisones, el turisme hi és la principal font d'ingressos, cosa que fa que la població estival superi en tres vegades la regular (o hivernal). L'illa compta amb 89 km de costa (dels quals 30 km són platges) i 70 km de carrils bici.

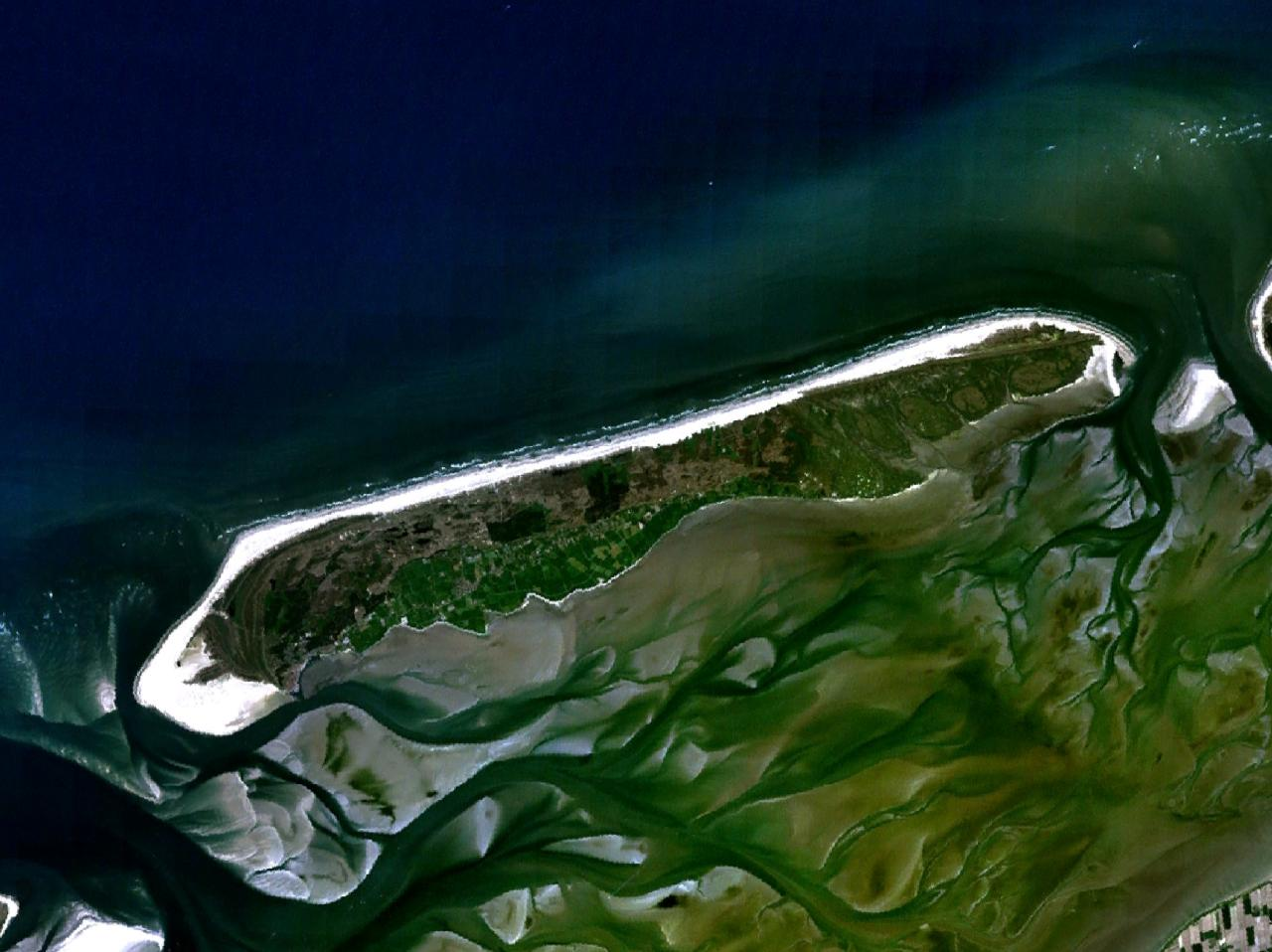
Terschelling vista des de l'aire

## Història
L'assentament més antic correspon a una església del 850 vora Seerip. Originàriament s'anomenava Wexalia, i l'últim cop que apareix aquest nom és en un tractat entre Folkerus Reijner Popma, llavors governant de Terschelling, amb el rei Eduard IV d'Anglaterra el 1482. A través de la història Terschelling ha canviat de mans diverses vegades; la darrera durant la Segona Guerra Mundial, en què juntament amb Vlieland deixà de pertànyer administrativament a Holanda del Nord per incorporar-se a la província de Frísia.
Al final de la primavera s'hi celebra l'Oerol Festival, principal esdeveniment cultural de l'illa. L'escola de navegació Willem Barentsz hi és present des de 1875.

## Divisió administrativa
Administrativament l'illa és un sol municipi, si bé dividit en diversos poblets:

## Administració
El consistori actual, després de les eleccions municipals de 2007, és dirigit per Jurritt Visser. El consistori municipal consta d'11 membres, compost per:
- Partit del Treball, (PvdA) 3 escons
- Plaatselijk Belang, 3 escons
- Partit Popular per la Llibertat i la Democràcia, (VVD) 3 escó
- Crida Demòcrata Cristiana, (CDA) 2 escons

## Galeria d'imatges

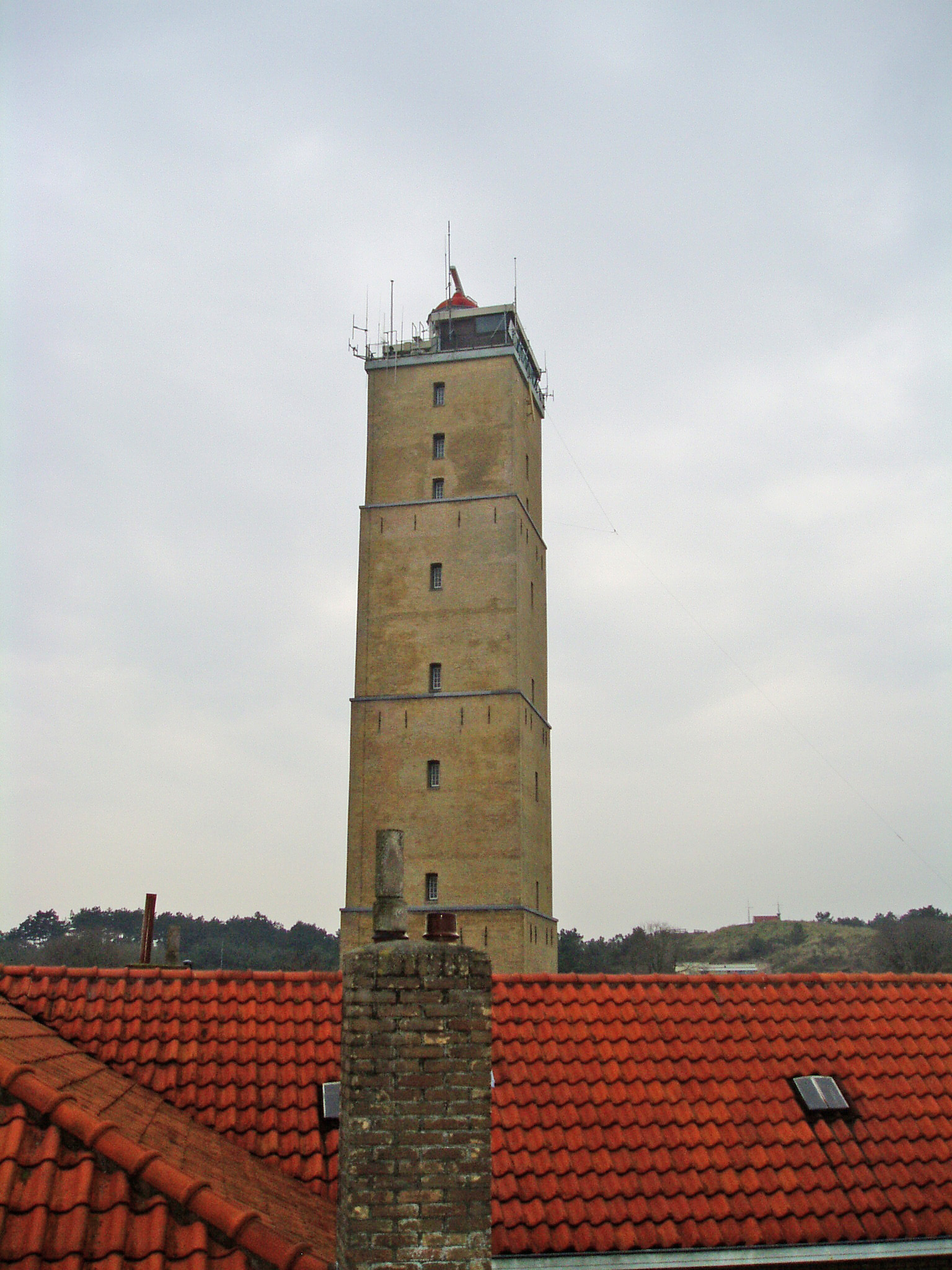
Far Brandaris
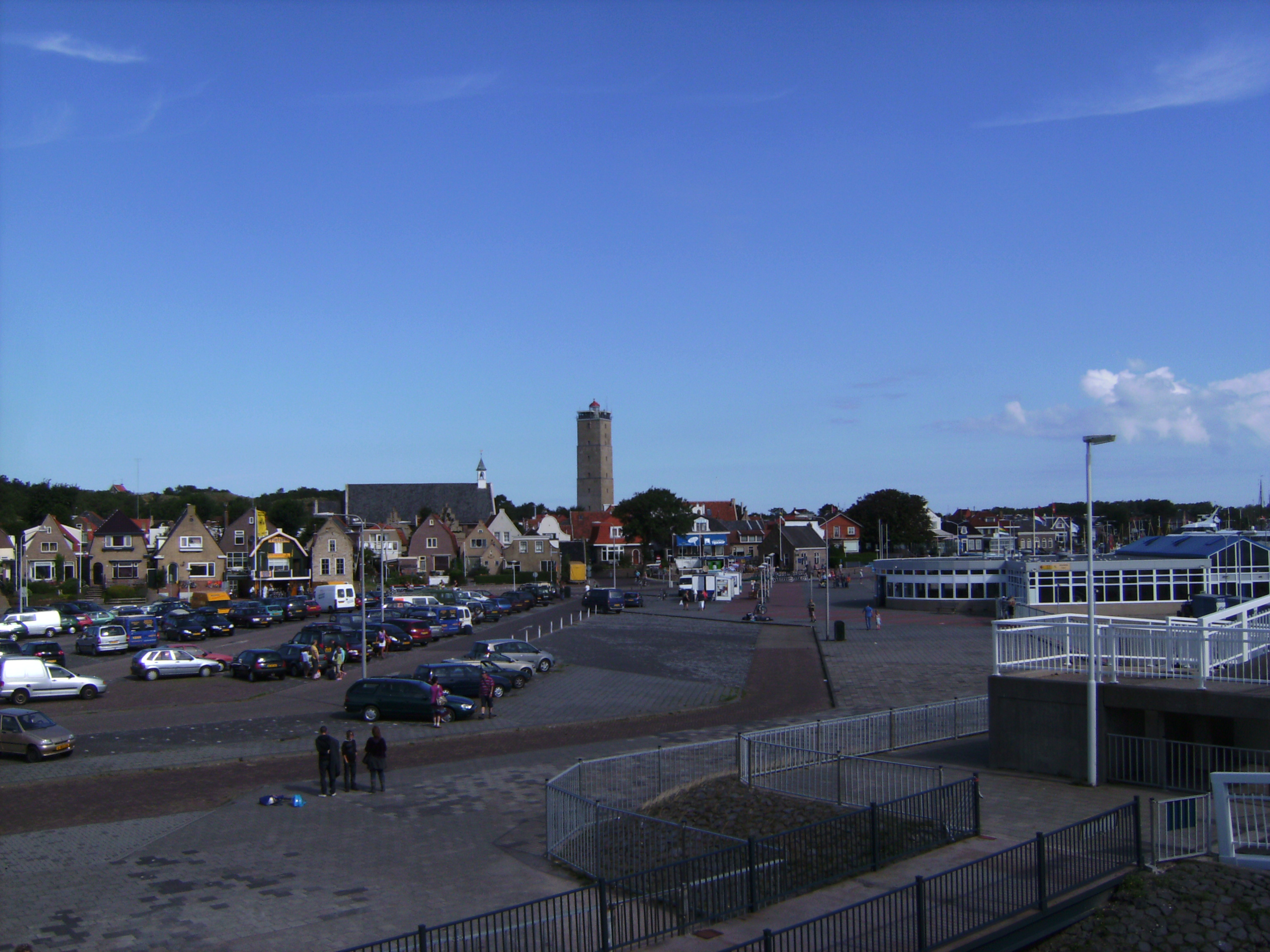
West Terschelling
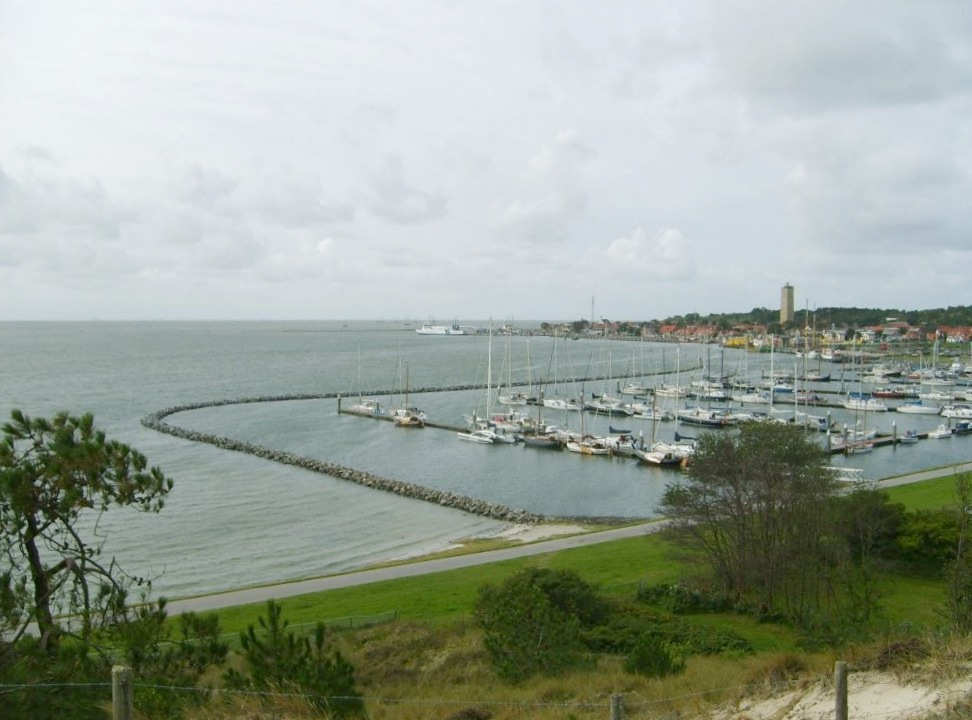
El port